# Claude Fournet
Pour les articles homonymes, voir Fournet.
Ne doit pas être confondu avec Claude-France Fournet.
Œuvres principales
- Periplum
- Portrait de l'homme qui se farde ; suivi de L'homme qui tombe
- L'Autre Ambassadeur

Claude Fournet (1942-2024) est un conservateur de musée et poète français.

## Biographie
Claude Fournet commence par publier des poèmes dès les années 1960, dans des revues comme Actuels ou Strophes.
Conservateur du Musée Sainte-Croix des Sables d'Olonne de 1972 à 1975, il publie des essais sur l'art et des catalogues d'exposition avec d'autres spécialistes.
En 1985, il publie Periplum, un roman qui porte en couverture un dessin original d'Arman. Il publie plusieurs livres chez le même éditeur, Galilée.
Il devient conservateur du Musée des beaux-arts Jules Chéret à Nice en 1996. 
Il a aussi été responsable du département des acquisitions des manuscrits français au Louvre jusqu'en 2002.

## Œuvres

### Romans
- Periplum, Éd. Galilée , 1985
- L'autre ambassadeur ou Le maître du jardin des filets, Paris, Galilée, 1996
- Oiselleries et criailleries, récits, calligraphies de T'ang Haywen, Paris, Galilée, 2012

### Poésie
- Le Dormeur et l'habité, éditions Actuels, 1968
- Le Phénomène de la perle, gravure de François Lunven, Fata Morgana, 1972
- Hasard des replis, éditions du Point d'Être, 1974
- Pour un poète mineur de l'anthologie, Poésie d'ici, 1980
- Disant, dit-il, qui est, suivi de L'Impossible, le corps, Poésie d'ici, 1981
- L'Anthologiste ou le Territoire de l'inceste, Paris, Éditions Galilée, 1987
- Portrait de l'homme qui se farde ; suivi de L'homme qui tombe, Paris, Galilée, 1992
- L'Ivresse d'Adam, augmentée d'un théâtre d'erreurs, Paris, Galilée, 2001
- Son dernier poème, images de Claude Viallat, Paris, Galilée, 2012

### Essais
- Sade, Voltaire, Beckford, Mercure de France, 1971
- avec Jean-Louis Paudrat, Arts bakongo et batéké : approches, formes, fonctions en Afrique équatoriale, préface de Jean Laude, Les Sables-d'Olonne, Musée de l'Abbaye Sainte-Croix , 1972
- Ezra Pound et la question du sens, éditions du Point d'Être, 1972
- Pierre Klossowski, une certaine expérience de la littérature, Les Lettres Nouvelles, 1973
- Henri Dimier ou l'Artisanat métaphysique, Les Sables-d'Olonne, Musée de l'Abbaye Sainte-Croix, 1973
- Gaston Chaissac, Les Lettres Nouvelles, 1973
- Le Pier, New-York, peintures de Christian Jaccard, Paris, Éd. de Beaune, 1976
- avec Jean-Roger Soubiran, Gustav Adolf Mossa et les symboles, 1883-1971, Nice, Musée des Ponchettes , 1978
- avec Jean Forneris, Kees Van Dongen, 1877-1968, aquarelles et dessins, Nice, Musée Jules Chéret, 1981
- Warhol au plus juste, éditions de l'Atelier, 1982
- Peindre et photographier, Connaissance de la photographie, 1983
- Clichés de l'image, avec des photographies de l'auteur, Bologne, Studio/Imagé Malossini, 1985
- Matisse, terre-lumière, Paris, Éditions Galilée, 1985
- Picasso, terre-soleil, Paris, Galilée, 1985
- avec Alain Borer, Daniel Dobbels, Vivien Isnard, Nice, Musée d'art moderne et d'art contemporain, 1992
- avec Pierre Chaigneau, Christophe Cousin, Itinéraires : Alfred Angeletti, Ben, Max Charvolen…, Paris la Différence ; Belfort Musée d'art et d'histoire , 1993
- Pour l'Adam hivernal, lithographies de Bernard Guillot, Vence, Pierre Chave, 1995
- Painting - Steve Dawson et l'introduction de la peinture, Paris, Galilée, 1998
- L'Éponge (estampes à partir d'un dessin de Claude Viallat, "Hommage à Matisse"), Saint-Julien-Molin-Molette, J.-P. Huguet, 2013
- avec Bernard Bonnaz, Sacha Sosno - un hommage, Service des affaires culturelles de la Ville de Mougins, Musée d'art classique, 2014